# Tênder (náutica)

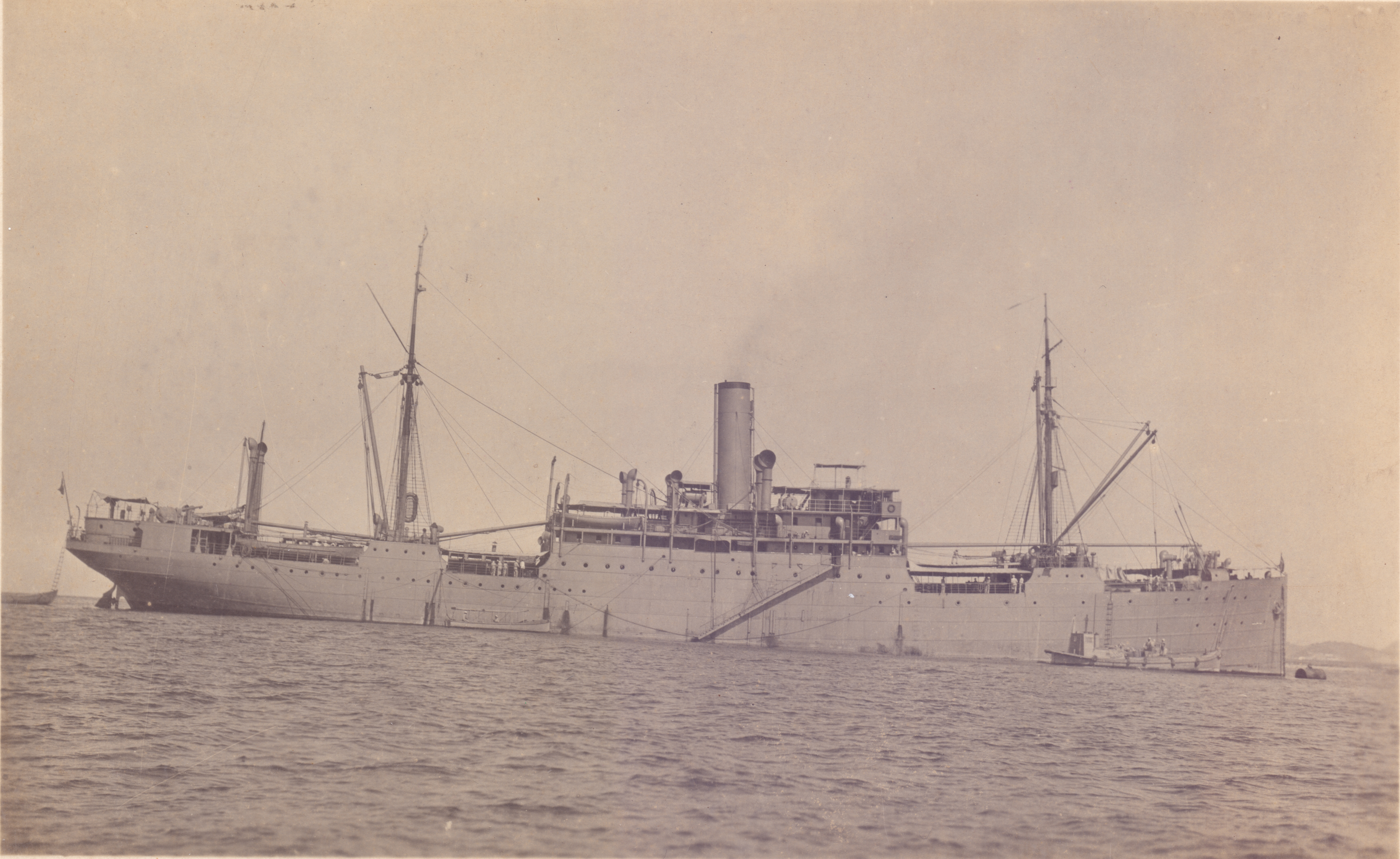
Navio tênder brasileiro Belmonte (1918-1963)

Tênder é um tipo de navio auxiliar empregado como base de uma determinada classe de navios de guerra. Os navios tênder possuem oficinas para reparos, paióis de sobressalentes, suprimentos e alojamentos para tripulantes das embarcações sob seus cuidados.